# Unity Village
Unity Village é uma vila localizada no estado americano de Missouri, no Condado de Jackson.

## Demografia
Segundo o censo americano de 2000, a sua população era de 140 habitantes.
Em 2006, foi estimada uma população de 116, um decréscimo de 24 (-17.1%).

## Geografia
De acordo com o United States Census Bureau tem uma área de
5,1 km², dos quais 4,9 km² cobertos por terra e 0,2 km² cobertos por água.

## Localidades na vizinhança
O diagrama seguinte representa as localidades num raio de 16 km ao redor de Unity Village.